# Farynala starica
Farynala starica är en insektsart som beskrevs av Irena Dworakowska 1977. Farynala starica ingår i släktet Farynala och familjen dvärgstritar. Inga underarter finns listade i Catalogue of Life.